# Henry T. Backus
Henry Titus Backus (* 4. April 1809 in Norwich, Connecticut; † 13. Juli 1877 in Greenwood, Arizona-Territorium) war ein US-amerikanischer Politiker. Zwischen 1861 und 1863 war er kommissarischer Vizegouverneur des Bundesstaates Michigan.

## Werdegang
Henry Backus besuchte die öffentlichen Schulen seiner Heimat. Nach einem anschließenden Jurastudium an der Yale University und seiner 1833 erfolgten Zulassung als Rechtsanwalt begann er ab 1834 in Detroit in diesem Beruf zu praktizieren. Dort arbeitete er für einige Zeit mit dem späteren Gouverneur von Michigan, William Woodbridge, zusammen, dessen Tochter er heiratete. Politisch schloss er sich damals der Whig Party an. 1840 wurde er in das Repräsentantenhaus von Michigan gewählt; im Jahr 1850 nahm er als Delegierter an einem Verfassungskonvent dieses Staates teil. Nach der Auflösung der Whigs schloss er sich in den 1850er Jahren der damals gegründeten Republikanischen Partei an. In den Jahren 1860 und 1861 saß er im Stadtrat von Detroit. Seit 1860 gehörte er auch dem Senat von Michigan an, dessen President Pro Tempore er wurde.
Nach dem Tod von Vizegouverneur Joseph R. Williams musste Henry Backus als President Pro Tempore des Staatssenats entsprechend der Staatsverfassung das Amt des Vizegouverneurs kommissarisch übernehmen. Dieses bekleidete er zwischen dem 15. Juni 1861 und dem regulären Ende der Amtszeit im Januar 1863. Dabei war er Stellvertreter von Gouverneur Austin Blair und  Vorsitzender des Staatssenats. Im Jahr 1865 wurde Backus von Präsident Abraham Lincoln zum Richter am Supreme Court im Arizona-Territorium ernannt. Dieses Amt bekleidete er bis 1869. Danach war er bis 1877 wieder als Anwalt in Detroit tätig. In diesem Jahr kehrte er in das heutige Arizona zurück, wo er Land erworben hatte. Er erkrankte aber und starb am 13. Juli 1877 in der Ortschaft Greenwood im Mohave County, die wenig später zu einer Geisterstadt wurde.